# Rete carpi dorsale

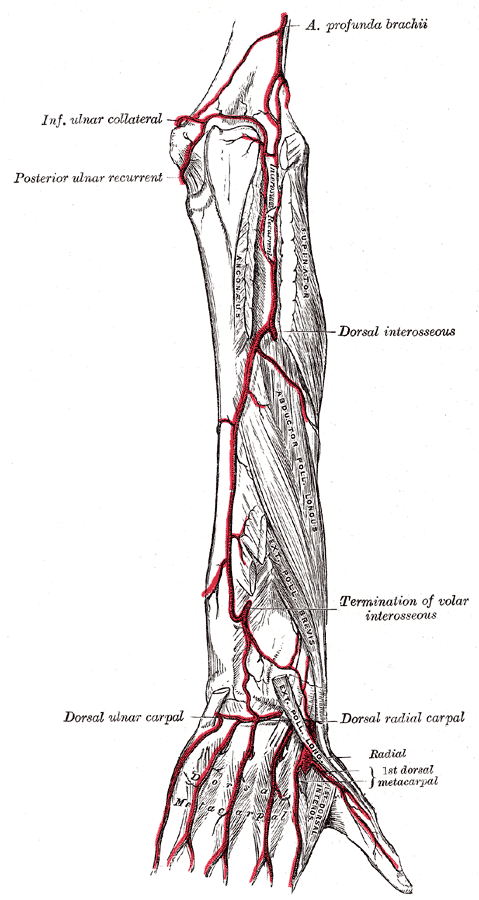
Arterien von Unterarm und Handrücken.

Das Rete carpi dorsale (lat. für ‚Handrückennetz‘) ist ein arterielles Gefäßnetz auf dem Rücken der Handwurzel. Es wird beim Menschen vom Ramus carpeus dorsalis der Arteria radialis sowie von der Arteria interossea anterior und dem Ramus carpeus dorsalis der Arteria ulnaris gespeist. Aus dem Handrückennetz entspringen beim Menschen die Arteriae metacarpales dorsales II bis IV, welche auf dem Rücken der Mittelhand in Richtung Finger ziehen.
Bei vierfüßigen Säugetieren wird das Handrückennetz von der Arteria radialis und der Arteria interossea cranialis gespeist. Darüber hinaus entsenden bei Raubtieren auch die Arteria ulnaris, bei Raubtieren und Schweinen die Arteria interossea caudalis und bei Pferden auch die Arteria transversa cubiti Zuflüsse. Aus dem Handrückennetz entspringen tierartlich unterschiedlich viele tiefe Mittelhandarterien (Arteriae metacarpeae dorsales). Bei Raubtieren sind es vier (I bis IV), bei Schweinen drei (II bis IV), bei Pferden zwei (II und III) und bei Wiederkäuern eine (III).